# تلسکوپ ریچی–کریتین

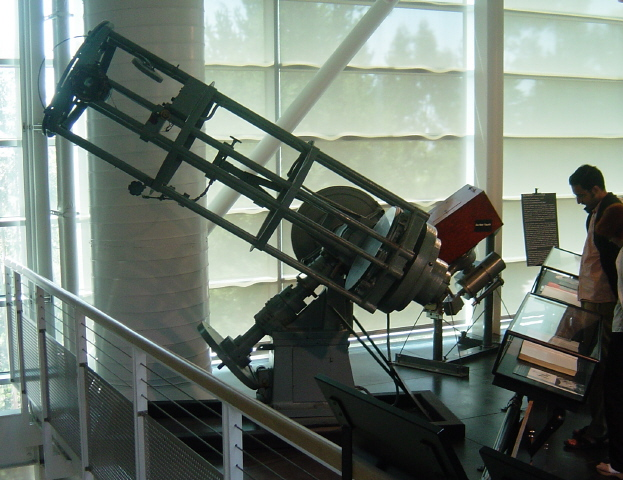
تلسکوپ منعکس کننده ۲۴ اینچ (۰٫۶ متر) جورج ریتچی، نخستین لسکوپ ریچی-کریتین (RCT) ساخته شده‌است که بعداً در مرکز علوم و فضایی «Chabot Chabot Space and Science Center» در سال ۲۰۰۴ نمایش داده شد.

تلسکوپ ریچی-کریتین (انگلیسی: Ritchey–Chrétien telescope) با کوته‌نوشت تلسکوپ (آرسی‌تی RCT)، یک نوع تخصصی از تلسکوپ کاسگرین است که دارای یک آینهٔ اولیه هذلولی و یک آینه ثانویهٔ هذلولی است که برای از بین بردن خطاهای نوری خارج از محور (کما) طراحی شده‌است. RCT دارای یک دید دید وسیع تر و عاری از خطاهای نوری در مقایسه با پیکربندی تلسکوپ بازتابنده سنتی است. از سال‌های میانی سدهٔ بیستم، بیشتر تلسکوپ‌های بزرگ تحقیقاتی حرفه‌ای پیکربندی‌های ریچی-کریتین بوده‌اند. برخی از نمونه‌های معروف، تلسکوپ فضایی هابل، تلسکوپ‌های کِک و تلسکوپ بسیار بزرگ رصدخانه جنوبی اروپا هستند.

## طرح
طرح اصلی دو سطحی ریچی-کریتین عاری از کما مرتبه سوم و انحراف کروی است